# جاك مريديث
جاك مريديث (بالإنجليزية: Jack Meredith)‏ (12 سبتمبر 1899 في المملكة المتحدة - 1970) هو لاعب كرة قدم بريطاني (وحمل سابقاً جنسية المملكة المتحدة لبريطانيا العظمى وأيرلندا) في مركز الوسط. لعب مع تشيلسي وسكونثورب يونايتد ونادي بلاكبول ونادي ريدنغ.